# Hiroshi Hirakawa
Hiroshi Hirakawa (平川 弘, Hirakawa Hiroshi) est un footballeur japonais né le 10 janvier 1965 dans la préfecture de Kanagawa au Japon.